# Ireasca
Ireasca – wieś w Rumunii, w okręgu Gałacz, w gminie Gohor. W 2011 roku liczyła 298 mieszkańców.